# 奧雷姆河
奧雷姆河是俄羅斯的河流，屬於索斯納河的右支流，由庫爾斯克州和利佩茨克州負責管轄，同时也流经与沃罗涅日州、奥廖尔州的州界。河道全長151公里，流域面積約3,090平方公里，發源自中俄羅斯高地，河水主要來自融雪，每年十一月至翌年四月結冰。